# Квициани, Эмзар Бекмуразович
Эмзар Бекмуразович Квициани (груз. ემზარ კვიციანი; род. 25 апреля 1961 в пос. Чхалта села Ажара Гульрипшский район Абхазская АССР) — полномочный представитель грузинского правительства в Кодорском ущелье Абхазии в период правления Эдуарда Шеварднадзе; с приходом к власти Михаила Саакашвили отказался подчиняться центральному руководству Грузии. Летом 2006 года под предлогом необходимости разоружения его сторонников грузинское правительство ввело вооружённые формирования ВС и МВД в Кодорское ущелье, восстановив над ним свой контроль. В дальнейшем депутат парламента Грузии VI созыва от партии Альянс патриотов Грузии.

## Биография
Эмзар Квициани родился в семье этнических грузин-сванов. Отец — Бекмурза Квициани, мать — Мариам Гурчиани. Семья: жена — Тетнулда Ансиани, сыновья — Георгий, Иэсо и дочь - Габриела. Имеет высшее сельскохозяйственное образование (по разным сообщениям, учился в Волгограде или окончил в 1988 году экономический факультет Новосибирского сельхозинститута).
В советское время трижды привлекался к уголовной ответственности — за хулиганство, воровство и по подозрению в убийстве (следствие по последнему делу не было завершено из-за политических катаклизмов 1990-х годов).

### Военно-политическая карьера
Во время грузино-абхазской войны (1992—1993) Эмзар Квициани сформировал и возглавил ополчение кодорских сванов «Монадире» (груз. მონადირე, «Охотник»), насчитывавшее до 350 боевиков и успешно противостоявшее абхазским силам. Благодаря ему восточная часть Кодорского ущелья, административно входившего в состав Абхазии (так называемое «Верхнее Кодори»), осталась под контролем грузинского правительства, хотя фактически после 1993 года власть здесь принадлежала сванским полевым командирам, среди которых наибольшим влиянием пользовался Квициани.
В 1996—1999 годах Квициани и его бойцов подозревали в причастности к похищениям в Кодорском ущелье сотрудников миссии ООН и высокопоставленных грузинских чиновников.
С 1998 года отряд «Монадире», охранявший территорию ущелья и линию разделения Грузии и Абхазии, формально был введён в состав вооружённых сил Грузии как отдельный батальон, но фактически продолжал подчиняться лично Квициани.
В 1999 году Эдуард Шеварднадзе назначил Эмзара Квициани своим уполномоченным в регионе.
В октябре 2001 года Эмзар Квициани, по сообщениям СМИ, был причастен к закончившемуся провалом рейду на территорию Абхазии чеченского отряда под командованием полевого командира Руслана Гелаева.

### Конфликт в Кодорском ущелье
В 2003 году во время Революции роз Квициани поддержал Эдуарда Шеварднадзе, что стало позднее, после победы Михаила Саакашвили, причиной его опалы.
3 декабря 2004 года Совет национальной безопасности Грузии упразднил пост уполномоченного президента Грузии в Кодорском ущелье, возложив эти функции на назначенного в октябре 2004 года председателем Совета министров Автономной Республики Абхазия (в изгнании) Ираклия Аласанию. Одновременно встал вопрос о судьбе батальона «Монадире», разросшегося к этому времени до 860 человек. Предложение министра обороны Ираклия Окруашвили о расформировании батальона вызвало протесты жителей Кодорского ущелья, жаловавшихся на то, что их таким образом лишат защиты от угрозы, которая, по их мнению, исходила от миротворцев и абхазов. Тогда было предложено батальон сохранить, но сократить его до 350 человек и передать в подчинение МВД. В апреле 2005 года неожиданным решением министра обороны Грузии Окруашвили батальон «Монадире» был окончательно упразднён, а сам Квициани был уволен из вооружённых сил. Узнав о приказе министра обороны, Ираклий Аласания назвал это решение непродуманным: «За первым этапом, приказом об упразднении, должен последовать второй — разоружение батальона. Как они собираются это сделать?» Такая реакция привела к серьёзному противостоянию между этими двумя влиятельными фигурами, закончившемуся не в пользу Аласании: в марте 2006 года он покинул свой пост, а в июне 2006 года был отправлен в ссылку — представителем Грузии в ООН, потеряв окончательно возможность влиять на процессы в стране.
Когда же в июле 2006 года Окруашвили начал приводить в действие свой план по разоружению и замене ополченцев в Кодорском ущелье на регулярные армейские части, Эмзар Квициани заявил о воссоздании отряда «Монадире» и объявил о неподчинении правительству Грузии, потребовав отставки руководителей МВД и Минобороны Вано Мерабишвили и Окруашвили, которые, по утверждению Квициани, чинили «произвол» против сванов и готовили их истребление. При этом Квициани угрожал акциями гражданского неповиновения, а в крайнем случае ‑ переходом к вооружённому сопротивлению. Власти расценили происходящее как мятеж. 25 июля, когда МВД Грузии начало «полицейскую спецоперацию» в Кодорском ущелье, Квициани с несколькими десятками своих сторонников скрылся в горах. Армия и полиция Грузии провели масштабные зачистки в сёлах Кодори. Кроме тех сторонников Эмзара Квициани, которые были захвачены грузинскими военными (по некоторым данным, порядка 80 человек), большая часть мятежников добровольно сдалась властям. 27 июля президент Грузии Михаил Саакашвили объявил о полном контроле над Кодорским ущельем. Выступая с телеобращением к нации, он сказал, что в Кодори будет располагаться Совет министров Автономной Республики Абхазия, который должен будет осуществлять здесь юрисдикцию центральных властей Грузии. «Это правительство Абхазии, изгнанное из Сухуми в сентябре 1993 года и с тех пор работавшее в Тбилиси, отныне объявляется временным административным легитимным органом Абхазии», ‑ заявил Саакашвили.

### 2006—2020
26 июля 2006 года Генеральная прокуратура Грузии возбудила уголовное дело против Эмзара Квициани. Тбилисский городской суд выдал санкцию на его арест, и он был объявлен в розыск. Власти Грузии назначили за его поимку награду в 55 тысяч долларов. Квициани обвинялся в создании незаконного вооружённого формирования и руководстве им, а также в приобретении и ношении огнестрельного оружия и боеприпасов. 1 февраля 2007 года у него в судебном порядке были конфискованы земельные участки и здания, торговые объекты в различных регионах Грузии, а также дом в Тбилиси.
29 июля 2006 года появились сведения, что Квициани скрылся на территории России.
Сестра Квициани Нора была арестована летом 2006 года в своём доме в Чхалте. В 2007 году Зугдидский районный суд признал её виновной в «создании в Кодорском ущелье незаконного вооружённого формирования и хищении государственного имущества» и осудил на шесть с половиной лет лишения свободы. Суд также принял решение о выплате Норой Квициани ущерба, нанесенного государству в размере 75 тысяч лари (около 45 тысяч долларов). Нора Квициани получила условно-досрочное освобождение лишь после смены власти в Грузии, в конце 2012 года.
28 февраля 2014 года Квициани вернулся в Грузию, чтобы предстать перед судом, и был задержан в тбилисском аэропорту. В ноябре 2014 года был признан виновным в создании незаконного вооружённого формирования и организации военного мятежа и приговорён к 12 годам лишения свободы. 28 января 2015 года был освобождён из зала суда решением Кутаисского апелляционного суда.
В 2015 году вступает партию Альянс патриотов Грузии. Через год после вступления в партию, в 2016 году он становится депутатом парламента. В 2020 году объявляет о своём уходе из партии: «У меня осталось четыре месяца в парламенте, и я хочу потратить их по максимуму. Я не хочу навредить дорогим мне людям своими рискованными поступками. Я ухожу из партии и ухожу из фракции. Я хочу пожелать своим друзьям успехов в политической и личной жизни».